# Jacques Philippe Cornut
Jacques Philippe Cornuti o Cornut (París, 1606 - 23 de agosto de 1651) fue un médico y botánico francés.

## Vida
Fue el autor de la primera flora circundante a París, que aparece en 1635 bajo el título de Enchiridion botanicum parisiense, y le sigue Canadensium Historia Plantarum (París, 1635) uno de los primeros trabajos botánicos sobre la flora de América del Norte. Cornut sigue la nomenclatura de Mathias Obel (1538-1616) y describe aproximadamente 462 especies de plantas, entre ellas al menos 30 especies hasta ahora desconocidas. Él mismo nunca ha viajado al extranjero, pero recibía semillas y plantas de los colonos franceses.
También se describen 79 especies de Canadá bajo el título Canadensium Plantarum aliarumque nondum editarum historia (1635). Su trabajo ha contribuido a la búsqueda de L.-Ovide Brunet (1826-1876).

## Taxones honorarios
Ch. Plumier lo nombró en honor del género Cornutia de la planta de la familia Verbenaceae. Carlos Linneo más tarde tomó ese nombre.

## Obras
- Canadensium plantarum aliarumque nondum editarum Historia; cui est adjectum ad calcem Enchiridion botanicum parisiense, (Paris 1635)